# Shawn Johnson
Shawn Machel Johnson, ameriška telovadka, 19. januar 1992, Des Moines, Iowa, ZDA.
Ko je bila stara tri leta, sta jo njena starša vpisala na gimnastiko. Tako je že pri tej starosti trenirala vsak dan.
Pri petnajstih letih je na svetovnem prvenstvu v Stuttgartu leta 2007 postala svetovna prvakinja na parterju in v mnogoboju, zlato pa je osvojila tudi z ameriško ekipo. V mnogoboju je takrat za več kot pet točk premagala drugouvrščeno, prav tako Američanko Nastio Liukin. 
Njeno paradno orodje je sicer v naslednjem letu postala gred. Na gredi je tudi osvojila zlato olimpijsko medaljo, na OI 2008 v Pekingu. Na istih igrah je osvojila še tri srebrne medalje in sicer na parterju, v mnogoboju, eno pa je osvojila še z ameriško ekipo na ekipnem tekmovanju. Leta 2009 je prejela nagrado za najboljšo žensko olimpijko v ZDA.